# Rackwitz
Rackwitz je obec v německé spolkové zemi Sasko. Nachází se v zemském okrese Severní Sasko a má přibližně 5 600 obyvatel. První zmínka o vsi pochází z roku 1250. Rackwitz leží na trati mezi Lipskem a Delitzsch, na které jsou zřízeny dvě stanice lipské s-bahn v částech Rackwitz a Zschortau. Jižně od obce vede dálnice A14. V minulosti se východně od Rackwitz nacházely povrchové doly, které byly v 21. století v rámci rekultivace zatopeny a vznikla tak jezera Schladitzer See a Werbeliner See využívaná k rekreaci. 
Skládá se z těchto částí: Biesen, Brodenaundorf, Güntheritz, Kattersnaundorf, Kömmlitz, Kreuma, Lemsel, Podelwitz, Rackwitz, Schladitz, Werbelin a Zschortau.
| Vývoj počtu obyvatel | Vývoj počtu obyvatel | Vývoj počtu obyvatel | Vývoj počtu obyvatel | Vývoj počtu obyvatel | Vývoj počtu obyvatel | Vývoj počtu obyvatel | Vývoj počtu obyvatel | Vývoj počtu obyvatel | Vývoj počtu obyvatel | Vývoj počtu obyvatel | Vývoj počtu obyvatel | Vývoj počtu obyvatel |
| Rok                  | 1818                 | 1880                 | 1895                 | 1910                 | 1925                 | 1939                 | 1946                 | 1950                 | 1964                 | 1990                 | 2000                 | 2013                 |
| -------------------- | -------------------- | -------------------- | -------------------- | -------------------- | -------------------- | -------------------- | -------------------- | -------------------- | -------------------- | -------------------- | -------------------- | -------------------- |
| Obyvatel             | 76                   | 96                   | 113                  | 124                  | 192                  | 1055                 | 1375                 | 1329                 | 1786                 | 3228                 | 3388                 | 4916                 |